# Tonnerre sur Malte
Pour plus de détails, voir Fiche technique et Distribution.
Tonnerre sur Malte (titre original : Malta Story) est un film britannique réalisé par Brian Desmond Hurst, sorti en 1953.

## Synopsis
En 1942, les troupes britanniques défendent l'île de Malte, une position stratégique en Méditerranée. Un lieutenant de la RAF risque sa vie pour informer le quartier général des mouvements ennemis.

## Fiche technique
- Titre original : Malta Story
- Titre français : Tonnerre sur Malte
- Réalisation : Brian Desmond Hurst
- Assistant-réalisateur : George Pollock
- Scénario : William Fairchild, Nigel Balchin, d'après le récit Briefed to Attack de Hugh Pughe Lloyd (en)
- Photographie : Robert Krasker
- Montage : Michael Gordon
- Musique : William Alwyn
- Direction artistique : John Howell
- Costumes : Joan Ellacott
- Son : John W. Mitchell, Gordon K. McCallum
- Producteur : Peter De Sarigny
- Producteur délégué : Earl St. John
- Société de production : British Film-Makers
- Société de distribution : General Film Distributors
- Pays d'origine :  Royaume-Uni
- Langue originale : anglais
- Format : Noir et blanc — 35 mm — 1,37:1 — Son : Mono
- Genre : Film dramatique, Film de guerre
- Durée : 103 minutes (Royaume-Uni), 97 minutes (États-Unis)
- Dates de sortie : 
  -  Royaume-Uni : 23 juin 1953
  -  France : 30 avril 1954

## Distribution
- Alec Guinness : Lieutenant Peter Ross
- Jack Hawkins : Commanding Officer Frank
- Anthony Steel : Bartlett
- Muriel Pavlow : Maria Gonzar
- Renée Asherson : Joan Rivers
- Hugh Burden (en) : Eden
- Nigel Stock : Giuseppe Gonzar, alias Ricardi
- Reginald Tate (en) : Vice-Amiral Payne
- Ralph Truman : Vice-Amiral Willie Banks
- Flora Robson : Melita Gonzar
- Ivor Barnard : un vieil homme
- Michael Medwin : chef d'escadre Ramsey